# Walter Kennedy (Sportfunktionär)
James Walter Kennedy (* 8. Juni 1912 in Stamford, Connecticut; † 26. Juni 1977 ebenda) war ein US-amerikanischer Manager, Politiker und Sportfunktionär und der zweite Commissioner der NBA. Kennedy, zunächst Pressesprecher von Basketball Association of America (BAA), National Basketball Association (NBA) und Harlem Globetrotters, dann Bürgermeister seiner Heimatstadt Stamford, übernahm das Amt 1963 von Maurice Podoloff und behielt es bis 1975. Unter seiner Führung expandierte die NBA auf 18 Teams, außerdem gelang ihm der Abschluss des ersten TV-Vertrags für die NBA.
Nach Kennedy ist der J. Walter Kennedy Citizenship Award benannt, der jährlich an einen NBA-Spieler vergeben wird, der sich durch soziales Engagement auszeichnet. Am 27. April 1981 wurde Kennedy posthum als „Förderer“ (engl. contributor) in die Naismith Memorial Basketball Hall of Fame aufgenommen.